# Wakaso Mubarak
Wakaso Mubarak (Tamale, Ghana, 25 de julio de 1990) es un futbolista ghanés que se encuentra libre desde julio de 2023

## Trayectoria
Formado en el Ashanti Gold SC ghanés llega al fútbol europeo en 2008 como juvenil de la mano del Elche Club de Fútbol. El 31 de enero de 2011 tuvo que marcharse por despido disciplinario, acusado de mal comportamiento. El mismo día ficharía por el Villarreal C. F. "B", debutando en el Villarreal C. F. A la temporada siguiente se integra en el primer equipo.
Tras el descenso del Villarreal C. F. en la temporada 2011-12 decidió abandonar el club y fichó por el R. C. D. Espanyol a cambio de 300 000 euros. A finales de agosto de 2013 fichó por el Rubin Kazan ruso por 6 millones de euros (uno de estos era para el Villarreal C. F., su antiguo club).
Tras una temporada en la liga rusa, en 2014 fue cedido al Celtic de Glasgow. A la temporada siguiente volvió al Rubin para inmediatamente volver a salir destino a la U. D. Las Palmas, en calidad de cedido, que además se reservaba una opción de compra. En julio de 2016 fue traspasado al Panathinaikos griego, firmando un contrato por tres años.
En julio de 2017 llegó cedido al Deportivo Alavés. Durante la temporada 2017-18 jugó 21 partidos, sin convertir ningún tanto. En la temporada 2018-19 continuó jugando en el Deportivo Alavés, donde participó de un muy buen arranque liguero del equipo de Vitoria. El 18 de enero de 2020 fue traspasado al Jiangsu Suning de la Superliga de China. Abandonó el club al año siguiente tras su desaparición, aunque continuó en el país tras firmar con el Shenzhen F. C.
En septiembre de 2022 volvió al fútbol europeo después de llegar cedido al K. A. S. Eupen belga para toda la temporada.

## Selección nacional
El 12 de mayo de 2014 el entrenador de la selección de Ghana, Akwasi Appiah, incluyó a Mubarak en la lista preliminar de 26 jugadores preseleccionados para la Copa Mundial de Fútbol de 2014. Semanas después, el 1 de junio, fue ratificado en la lista final de 23 jugadores que viajaron a Brasil.

### Participaciones en Copas del Mundo
| Mundial                        | Sede   | Resultado      |
| ------------------------------ | ------ | -------------- |
| Copa Mundial de Fútbol de 2014 | Brasil | Fase de grupos |

## Clubes
Actualizado a 25 de agosto de 2023.
| Club                      | País    | Año       | Partidos | Anotado |
| ------------------------- | ------- | --------- | -------- | ------- |
| Ashanti Gold S. C.        | Ghana   | 2007-2008 | 0        | 0       |
| Elche C. F.               | España  | 2008-2011 | 60       | 2       |
| Villarreal C. F. "B"      | España  | 2011      | 23       | 1       |
| Villarreal C. F.          | España  | 2011-2012 | 25       | 0       |
| R. C. D. Espanyol         | España  | 2012-2013 | 27       | 3       |
| F. C. Rubin Kazán         | Rusia   | 2013-2016 | 20       | 2       |
| Celtic F. C. (cesión)     | Escocia | 2014-2015 | 11       | 1       |
| U. D. Las Palmas (cesión) | España  | 2015-2016 | 21       | 1       |
| Panathinaikos F. C.       | Grecia  | 2016-2017 | 16       | 1       |
| Granada C. F. (cesión)    | España  | 2017      | 11       | 1       |
| Deportivo Alavés          | España  | 2017-2020 | 70       | 1       |
| Jiangsu Suning            | China   | 2020-2021 | 19       | 0       |
| Shenzhen F. C.            | China   | 2021-     | 18       | 0       |
| K. A. S. Eupen (cesión)   | Bélgica | 2022-2023 | 10       | 0       |

## Palmarés

### Títulos nacionales
| Título               | Club           | País    | Año  |
| -------------------- | -------------- | ------- | ---- |
| Scottish Premiership | Celtic F. C.   | Escocia | 2015 |
| Superliga de China   | Jiangsu Suning | China   | 2020 |